# Позоришна режија
Позоришна режија је уметност и занат сценског обликовања позоришне представе. Она представља процес у којем позоришни редитељ, као централни креативни ауторитет, тумачи драмски текст (или други изворни материјал, попут либрета у опери или концепта у плесном и перформативном театру) и обједињује рад свих уметничких и техничких сарадника (глумаца, сценографа, костимографа, дизајнера светла, дизајнера звука, композитора, драматурга итд.) како би створио кохерентно и смислено сценско дело. Позоришна режија је релативно млада уметничка дисциплина која се као засебна професија јасно профилисала тек у другој половини 19. века.

## Дефиниција и улога редитеља
Редитељ је главни интерпретатор драмског текста и аутор сценског "текста" представе. Његова улога је да:
- Осмисли јединствени концепт представе (редитељско читање).
- Одабере глумачку поделу (кастинг).
- Води и усмерава пробе са глумцима.
- Сарађује са дизајнерима на стварању визуелног и звучног идентитета представе.
- Обликује мизансцен, ритам и темпо представе.
- Обједини све елементе (глуму, сценографију, костим, светло, музику, звук) у јединствену целину.

Редитељ је одговоран за уметнички интегритет и квалитет представе у целини.

## Историјски развој
Иако су функције сличне режији постојале и раније (у античкој Грчкој драмски писац је често био и редитељ, у Шекспирово доба ту улогу су преузимали управници трупа или главни глумци), модерна позоришна режија, са редитељем као централном ауторитативном фигуром, настаје тек у другој половини 19. века.
Кључне фигуре за развој режије као уметности су:
- Војвода Георг II Сакс-Мајнингенски (1870-их и 1880-их): Сматра се једним од првих модерних редитеља због инсистирања на јединству стила, детаљним пробама и историјски тачним декорима и костимима у раду са својом трупом Мајнингенског театра.
- Андре Антоан (Théâtre Libre, Париз, 1887): Залагао се за натурализам и концепт "четвртог зида".
- Константин Станиславски (Московски уметнички театар, Москва, 1898): Развио је систем психолошког реализма у глуми и режији, постављајући темеље модерном глумачком образовању и режији која се бави унутрашњим животом ликова.
- Почетак 20. века: Јављају се редитељи који се супротстављају реализму и натурализму, трагајући за новим, стилизованим и театарским формама: Адолф Апија, Едвард Гордон Крег, Всеволод Мејерхољд (биомеханика, конструктивизам), Евгениј Вахтангов, Макс Рајнхарт.
- Средина 20. века и касније: Појава епског позоришта (Бертолт Брехт), театра апсурда, Театар окрутности (Антонен Арто), рад Јежија Гротовског ("сиромашно позориште"), Питера Брука (интеркултурални театар), Роберта Вилсона (визуелни театар), постдрамског позоришта, итд., додатно проширују улогу и могућности режије.

## Процес режије
Процес стварања позоришне представе под вођством редитеља обично пролази кроз неколико фаза:
1. Пре-продукција:
- Избор или адаптација текста/материјала.
- Истраживање и анализа (драматуршка, историјска, тематска).
- Развој редитељског концепта.
- Формирање ауторског тима (дизајнери, композитор, драматург...).
- Креирање дизајна (сценографија, костими, светло, звук).
- Кастинг (одабир глумаца).
- Израда плана проба.

2. Пробе:
- Читајуће пробе (анализа текста са глумцима).
- Постављање мизансцена (аранжирање глумаца и покрета у простору).
- Развој ликова и односа.
- Рад на ритму, темпу и динамици представе.
- Укључивање музике, звука, светла и других елемената.

3. Техничке пробе и финализација:
- Усклађивање глумачке игре са техничким елементима (светло, звук, промене сцене).
- Генералне пробе (извођење представе у целини са свим елементима).
- Претпремијера и премијера.

## Кључни елементи режије
Редитељ доноси кључне одлуке о следећим аспектима представе:
- Интерпретација текста: Како се тумачи значење, теме и идеје драмског дела.
- Концепт: Основна идеја или приступ који обједињује све елементе представе.
- Рад са глумцима: Начин на који редитељ води глумце до жељеног израза и карактеризације.
- Мизансцен: Композиција сцене, распоред и кретање глумаца, однос између ликова и простора.
- Ритам и темпо: Брзина и динамика одвијања радње и дијалога.
- Визуелни идентитет: Како сценографија, костим и светло доприносе значењу и атмосфери.
- Звучна слика: Употреба музике, звучних ефеката и тишине.

## Позоришна режија у Србији
Модерна позоришна режија у Србији почиње да се развија у првој половини 20. века, а пун замах добија након Другог светског рата оснивањем Академије за позоришну уметност (данас ФДУ) 1948. године.
Неки од најзначајнијих позоришних редитеља у Србији и Југославији су:
- Старија генерација: Мата Милошевић, Бојан Ступица, Хуго Клајн, Мира Траиловић, Јован Путник, Младен Сабљић, Љубомир Муци Драшкић, Дејан Мијач, Борислав Поповић, Паоло Мађели, Љубиша Ристић, Слободан Унковски, Егон Савин, Душан Јовановић, Харис Пашовић, Јагош Марковић.
- Средња генерација:  Кокан Младеновић, Ивана Вујић, Небојша Брадић, Никита Миливојевић.
- Новије генерације: Милош Лолић, Борис Лијешевић, Андраш Урбан, Снежана Тришић, Никола Завишић, Тадија Милетић и многи други.

Образовање позоришних редитеља у Србији одвија се превасходно на Факултету драмских уметности у Београду и Академији уметности у Новом Саду.